# Gesellschaft mit beschränkter Haftung
Gesellschaft mit beschränkter Haftung (GmbH IPA: [ɡeːʔɛmbeːˈhaː], traducibile come "società a responsabilità limitata"), nell'ordinamento tedesco, è una società molto comune in Germania (dove fu creata nel 1892), Austria (adottata dal 1906), Svizzera (dov'è nota con la sigla italiana Sagl, che sta appunto per società a garanzia limitata) e in altri paesi dell'Europa centrale. La denominazione è impiegata anche in provincia di Bolzano, nei documenti ufficiali redatti in lingua tedesca, per riferirsi alla società a responsabilità limitata (S.r.l.) secondo il diritto italiano.
È divenuta la forma di società più comune in Germania in quanto rispetto all’altra forma principale di società di capitali, ossia l'AG (Aktiengesellschaft, società per azioni), offre maggiore flessibilità e minori obblighi a cui adempiere.

## Costituzione e conferimenti
La GmbH deve essere costituita da almeno un socio: può infatti anche essere unipersonale (Ein-Personen-GmbH).
Lo statuto societario va sottoscritto con atto notarile e il notaio deve inoltrarlo al registro delle imprese (Handelsregister). In Germania, il capitale nominale minimo è di 25.000 euro e almeno la metà di questa cifra (cioè 12.500 euro) deve essere depositata presso un conto corrente al momento della registrazione. Tale obbligo vige anche in Austria, dove il capitale nominale minimo è invece di 35.000 euro.
La camera del commercio e dell’industria (Industrie- und Handelskammer, IHK) fornisce dei modelli dell’atto costitutivo.
È possibile apportare conferimenti in denaro, purché sia versato subito almeno il 25% della somma pattuita, o sotto forma di beni mobili o immobili: questi devono essere integralmente effettuati al momento della sottoscrizione.

## Organizzazione della società
Una GmbH è divisa in tre organi:
- l’assemblea dei soci (Gesellschafterversammlung), che come nell’ordinamento italiano delibera l’approvazione del bilancio d'esercizio (Jahresabschluss);
- il consiglio di amministrazione, costituito da almeno un amministratore (Geschäftsführer). Per amministrare e rappresentare legalmente una GmbH non è necessario essere soci o risiedere in Germania[4]. Qualora l’amministratore agisca contro gli interessi della società, ad esempio attraverso la stipula di un contratto, tale contratto non può essere impugnato dalla società, a meno che si dimostri che la controparte fosse a conoscenza del conflitto o che comunque ne avrebbe dovuto avere conoscenza[6];
- il consiglio di sorveglianza (Aufsichtsrat), obbligatorio solo se la GmbH ha più di 500 lavoratori[5][7][8], che vigila sulle attività degli amministratori.

## Versione semplificata
Nel 2008 è stata introdotta in Germania una versione semplificata della GmbH, ossia l'UG (Unternehmergesellschaft), similarmente a quanto fatto in Italia nel 2012 con la società a responsabilità limitata semplificata.
Anche una UG può essere unipersonale e il capitale nominale minimo previsto è 1 euro, da versare interamente prima della registrazione presso il registro delle imprese; rispetto alla GmbH, sono permessi solo conferimenti in denaro.
Per l'atto costitutivo di una UG si può usare un modello standard (Musterprotokoll) definito nella legge sulle GmbH. Questo però comporta alcune restrizioni:
- si potrà nominare solo un amministratore delegato e un massimo di tre soci;
- l'anno fiscale dovrà coincidere con l'anno solare (1º gennaio-31 dicembre);
- non si applicherà la sezione 181 del codice civile tedesco (Bürgerliches Gesetzbuch o BGB)[13]: l'amministratore non potrà rappresentare l'UG nella stipulazione di un contratto tra la società e lui stesso (Insichgeschäft) o con terzi da lui rappresentati (come, ad esempio, un'altra società)[14].

Queste restrizioni non si applicano invece se al posto del Musterprotokoll si stipula un contratto di società (Gesellschaftsvertrag), che garantisce maggiore flessibilità al prezzo di costi notarili maggiori e tempistiche più lunghe; tuttavia, alcune parti del modello standard, come quelle sulla distribuzione dei profitti, sul diritto di successione o sulla cessione della società, possono essere modificate tramite atto notarile, per poterle adattare meglio alle circostanze.
Sempre analogamente alla società a responsabilità limitata semplificata italiana, una parte dei profitti (almeno il 25%) deve essere accantonata in riserve legali fino a quando il capitale sociale raggiunge i 25.000 euro: a quel punto la società può continuare ad essere una UG oppure venire trasformata in una GmbH. L'UG offre così la possibilità di iniziare un'attività di impresa con i pregi fondamentali propri delle GmbH anche a chi non ha dispone nell'immediato dei 25.000 euro richiesti.